# 宝安体育馆
宝安体育馆，位于中国广东省深圳市宝安区罗田路宝安体育中心。於2002年9月開館，占地面积8万平方米，建筑面积4.74万平方米。宝安体育馆曾承办第26届世界大学生夏季运动会的水球、体操与艺术体操等赛事 、另外也举办過廣東省第十一屆運動會的散打，競技體操等比賽和各类演唱会。

## 交通
深圳地鐵1號線在體育館西側設有寶體站，深圳地鐵11號線在體育場西側設有寶安站，而附近亦有多線公交途經。